# Уайзман, Скотт
Скотт Уайзман (англ. Scott Wiseman; род. 9 октября 1985, Кингстон-апон-Халл) — английский и гибралтарский футбольный защитник и тренер. Выступал за сборную Гибралтара.

## Биография

### Клубная карьера
Родился в 1985 году в английском городе Халл. Заниматься футболом начал в 6 лет в школе местного клуба «Халл Сити», где занимался под руководством Билли Расселла. На профессиональном уровне дебютировал в составе «Халла» 3 апреля 2004 года в матче Третьего дивизиона футбольной лиги против клуба «Киддерминстер Харриерс». В том сезоне Уайзман провёл две игры, а его клуб занял второе место в лиге и вышел в более высокий дивизион (с сезона 2004/05 — Лига 1). В начале сезоне 2004/05 Уайзман сыграл 3 игры за «Халл» в Лиге 1, а затем был отдан в аренду в клуб Лиги 2 «Бостон Юнайтед». По итогам сезона «Халл Сити» вновь добился повышения в классе и вышел в Чемпионшип. В Чемпионшипе футболист сыграл 11 матчей, однако следующий сезон Уайзман провёл в аренде в клубах «Ротерем Юнайтед» и «Дарлингтон», а после окончания сезона подписал с «Дарлингтоном» полноценный контракт. С 2008 по 2011 год выступал за клуб «Рочдейл», вместе с которым вышел из Лиги 2 в Лигу 1. Перед началом сезона 2011/12 игрок подписал контракт с клубом Чемпионшипа «Барнсли» и отыграл в клубе два с половиной сезона, сыграв чуть более ста матчей. По ходу сезона 2013/14 он перебрался в клуб Лиги 1 «Престон Норт Энд». Затем, с 2015 по 2017 год Уайзман был игроком клуба «Сканторп Юнайтед», а в сезоне 2017/18 поочерёдно выступал за команды «Честерфилд» и «Рочдейл». Летом 2018 года игрок подписал контракт с клубом Национальной лиги «Солфорд Сити», с которым занял третье место и по результатам плей-офф добился выхода в Лигу 2.

### Карьера в сборной
В начале карьеры Уайзман сыграл несколько матчей за сборную Англии до 20 лет.
Хотя Уайзман родился в Англии, его мать была родом из Гибралтара, что дало ему право сменить «футбольное гражданство». После вступления Гибралтара в УЕФА, Уайзман получил вызов на первый официальный международный матч против сборной Словакии, в котором он отыграл все 90 минут. Встреча завершилась со счётом 0:0. В 2014 году игрок продолжал активно выступать за Гибралтар и в том числе сыграл 5 матчей в отборочном турнире чемпионата Европы 2016, однако позже практически перестал играть за сборную. В национальную команду он вернулся в 2016 году и сыграл за сборную ещё 3 игры, после чего перестал вызываться в сборную.